# 286
Правління імператора Діоклетіана у Римській імперії. Розділ імперії на Західну і Східну. У Китаї править династія Західна Цзінь, в Японії триває період Ямато, в Індії період занепаду Кушанської імперії, у Персії править династія Сассанідів.
На території лісостепової України Черняхівська культура. У Північному Причорномор'ї готи й сармати.

## Події
- 1 квітня, знаходячись в Нікомедії, Діоклетіан взяв собі у співправителі з титулом «август» свого соратника Максиміана, котрий ще у 285 році був проголошений цезарем, а тепер отримав трибунську владу і посаду великого понтифіка. Максиміан був прийнятий у сім'ю Діоклетіана як брат і отримав ще одне ім'я — Геркулій (Діоклетіан же взяв собі ім'я Йовій)
- Імператор Діоклетіан розділив імперію на дві частини: собі взяв східну частину і віддав Максиміану західну.
- У Римській Британії полководець Караузій захопив владу і оголосив себе імператором.
- Розгром володіння Пуйо сяньбійцями. Утворення Східного Пуйо.